# Lộc Sơn (xã)
Lộc Sơn là một xã thuộc huyện Hậu Lộc, tỉnh Thanh Hóa, Việt Nam.

## Diện tích và dân số
Xã Lộc Sơn có diện tích 4,67 km².
Dân số của xã Lộc Sơn:
- Theo Tổng điều tra dân số năm 1999: 5.073 người[1].
- Theo Tổng điều tra dân số năm 2009: 4.636 người với 1.323 hộ gia đình[2].

## Địa giới hành chính
Xã Lộc Sơn nằm ở phần trung tâm của huyện Hậu Lộc.
- Phía đông giáp thị trấn Hậu Lộc
- Phía nam giáp xã Mỹ Lộc;
- Phía tây giáp các xã Tiến Lộc và Thành Lộc;
- Phía bắc giáp các xã Thành Lộc, Cầu Lộc và thị trấn Hậu Lộc

## Hành chính
Xã Lộc Sơn được chia thành 8 thôn: Đại Thống, Hổ Cứ, Khánh Vượng 1, Khánh Vượng 2, La Mát 1,La Mát 2, Linh Long, Phúc Thọ,.